# Постоянная занятость
Постоянная занятость — это занятость индивида, которая гарантирована ему в течение всей его жизни. Это понятие не включает в себя разовые, временные или сезонные работы, даже если они являются гарантированными. В частном секторе такая работа редка; постоянная занятость гораздо больше распространена в государственном секторе, где доход и убытки не так важны.

## Примеры постоянной занятости
- Партнёр юридической фирмы
- Преподаватель крупного учебного заведения